# 约翰·W·道尔
约翰·道尔（英語：John W. Dower，1938年6月21日—），生於美國羅德島州普洛威頓斯，美国历史学家、作家、教授。主要研究方向为现代日本和美日关系，以著作 《拥抱战败：二次大战后的日本人》成名。

## 經歷
大學時代以研究美國文學為專攻。1958年藉著在日本金澤市滯留的時候開始關心日本文學。
1965年返美後，他的博士課程專攻美日關係。

## 著作
- 拥抱战败：二次大战后的日本人，诺顿公司出版， ISBN 0-393-32027-8